# Ekvatoriellt koordinatsystem
Astronomiska koordinater - astronomisk latitud och astronomisk longitud. I astronomi är ett astronomiskt koordinatsystem ett koordinatsystem för att ange positioner på himmelssfären.

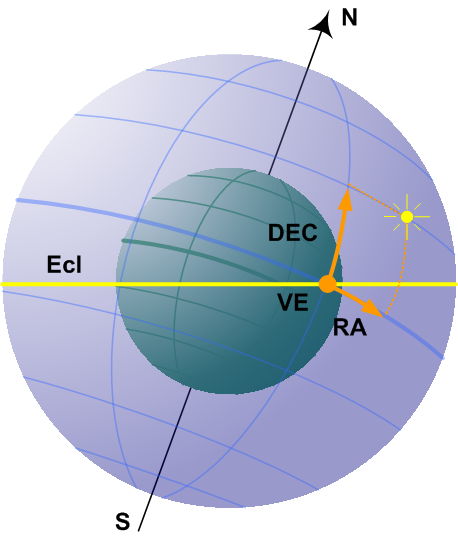
En stjärnas deklination DEK och rektascension (RA); Vårdagjämningspunkten (VE) är skärningspunkten mellan ekliptika och himmelsekvatorn.

## Ekvatoriellt koordinatsystem
Varje plats på jorden har två koordinater, en latitud och en longitud. Latituden talar om hur långt norr eller söder om ekvatorn en plats är. Longituden mäter hur långt väster eller öster en plats är från en linje från nord till syd som kallas nollmeridianen och som går genom Greenwich-observatoriet i England. 
På motsvarande sätt kan varje objekt på himlen förses med två koordinater: deklination och rektascension.
Deklination (Dec) mäter objektets position norr (+) eller söder (-) om himmelsekvatorn, en cirkel som delar in himlen i norra och södra stjärnhimmel. Anges i grader (°), bågminuter ( ' ), och bågsekunder ( " ). Det går 60 bågsekunder på en bågminut, och 60 bågminuter på en grad. Ett objekt på himmelsekvatorn har deklinationen 0°. De båda himmelspolerna ligger 90 grader från himmelsekvatorn åt vardera hållet, och norra himmelspolen har därför deklinationen +90° och den södra har deklinationen -90°.
Rektascension (RA) anger hur långt halvcirkeln mellan himmelspolerna och genom objektet ligger från halvcirkeln mellan himmelspolerna och genom vårdagjämningspunkten (VE), mätt västerut längs himmelsekvatorn. Rektascension anges inte i vinkelmått utan i tidsmått; i (stjärn-)timmar, (stjärn-)minuter och (stjärn-)sekunder.
Ex: Andromedagalaxens astronomiska koordinater är:
Dec: +41° 19' 35" , RA:  00h 43m 00s